# Йоганнес Недтвіг
Йоганнес Недтвіг (нім. Johannes Nedtwig; 16 лютого 1894, Граменц — 19 листопада 1963, Лангенберг) — німецький воєначальник, генерал-майор вермахту.

## Біографія
Син пастора Фердинанда Недтвіга і його дружини Марії, уродженої Шліпер. В 1913/14 роках вивчав теологію. 3 серпня 1914 року вступив в Прусську армію. Учасник Першої світової війни. 1 січня 1921 року демобілізований, працював страховим агентом. 1 липня 1921 року вступив в рейхсвер. 4 червня 1923 року одружився з Гертрудою Піпер. З 10 листопада 1938 року — командир 1-го танкового полку, одночасно з 14 травня 1940 року виконував обов'язки командира 1-ї танкової бригади. 26 серпня 1940 року переведений в штаб 2-ї армії. З 5 жовтня 1940 року — командир училища танкових (з 5 серпня 1941 року — швидкісних) військ у Вюнсдорфі. З 1 лютого по 7 вересня 1943 року — командир 73-ї піхотної дивізії, одночасно з 1 лютого по 5 липня 1943 року — командир 5-ї танкової дивізії, з 8 липня по вересень 1943 року — 156-ї резервної дивізії, з 1 травня 1944 року — 454-ї дивізії охорони. 22 липня 1944 року взятий в полон радянськими військами. 8 грудня 1944 року вступив в Союз німецьких офіцерів. 28 листопада 1949 року військовим трибуналом ЕРСР засуджений до 25 років таборів. 6 жовтня 1955 року переданий владі ФРН і звільнений.

## Звання
- Доброволець (3 серпня 1914)
- Лейтенант резерву (18 січня 1916)
- Лейтенант (січень 1918; патент від 1 квітня 1914)
- Оберлейтенант запасу (1 січня 1921)
- Оберлейтенант (1 листопада 1923)
- Гауптман (1 вересня 1928)
- Майор (18 січня 1935)
- Оберстлейтенант (18 січня 1938)
- Оберст (1 лютого 1940)
- Генерал-майор (1 серпня 1943)

## Нагороди
- Залізний хрест 2-го і 1-го класу
- Нагрудний знак «За поранення» в чорному
- Почесний хрест ветерана війни з мечами
- Медаль «За вислугу років у Вермахті» 4-го, 3-го, 2-го і 1-го класу (25 років)
- Застібка до Залізного хреста 2-го і 1-го класу
- Нагрудний знак «За танкову атаку»